# Boris Utkin
Boris Pavlovich Utkin (em russo:  Борис Павлович Уткин, transl. Boris Pavlovič Utkin; distrito de Bronnitsky, 23 de fevereiro de 1923 – 30 de junho de 2023) foi um general soviético. Participante do desfile de 7 de novembro de 1941, artilheiro, político e líder militar, foi Coronel-general (29 de abril de 1985) e cidadão honorário de Moscou (2023).

## Biografia
Boris Pavlovich Utkin nasceu em 23 de fevereiro de 1923, na aldeia de Petrovskoye, no distrito de Bronnitsky, gubernia de Moscou. Filho de Utkin Pavel Vasilievich (1896 – 1968) e Utkina Alexandra Ivanovna (1901 – 1984).
Ele concluiu o ensino fundamental em sua aldeia natal e o ensino médio na aldeia de Sinkovo, distrito de Ramensky. Ele combinou seus estudos com o trabalho ativo no Komsomol (membro do VLKSM desde 1938), esportes de aplicação militar e atividades amadoras.
Participou da Grande Guerra Patriótica. Em julho de 1941, ele foi enviado do serviço militar distrital para a 1ª Escola de Artilharia da Bandeira Vermelha de Moscou "Leonid Krasin", que, após participar da defesa de Moscou, se tornou a 1ª Escola de Artilharia e Morteiros de Guardas. Ele participou do desfile na Praça Vermelha em 7 de novembro de 1941. Ele se formou na escola depois que ela foi evacuada para a cidade de Miass, nos Urais. Depois de se formar na Academia Militar com a patente de tenente, ele serviu na 390ª Divisão de Morteiros de Guardas Separados como comandante de pelotão, vice-comandante de uma bateria Katyusha (1942), comandante de bateria (a partir de janeiro de 1943), chefe do Estado-Maior (a partir de maio de 1943) e, a partir de fevereiro de 1944, após receber a patente de capitão, como comandante de divisão. Membro do PCUS desde 1943.
Ele lutou nas frentes de Voronezh, Estepe e 2ª Ucraniana. Ele participou da Batalha de Stalingrado, das Batalhas de Kursk e Dnieper, das operações Korsun-Shevchenko, Uman-Botoşani, Jasno-Chisinau, Cárpatos e Debrecen, e na invasão da Hungria e da Áustria. No final da guerra, ele foi nomeado comandante da 1ª Divisão Especial dos novos sistemas de foguetes BM-13DD.
Após o fim da guerra, Utkin serviu no Centro de Testes Científicos de Tambov e depois como vice-chefe do Estado-Maior da 481ª Brigada de Artilharia. Ele completou cursos especiais de mobilização e participou do desenvolvimento do primeiro plano de mobilização do pós-guerra. Ele também se formou em um curso universitário de dois anos sobre marxismo-leninismo.
Em 1949, ingressou no departamento de artilharia da Academia Político-Militar "Vladimir Lenin", graduando-se em 1953. De 1953 a 1959, foi vice-comandante do regimento para assuntos políticos no Distrito Militar de Moscou e no Grupo de Forças Soviéticas na Alemanha. De 1960 a 1967, foi chefe do departamento político das divisões de artilharia e fuzileiros motorizados do Grupo de Forças Soviéticas na Alemanha e serviu no Distrito Militar dos Urais.
Em 1959-1961, ele completou cursos especiais na Academia de Artilharia "Mikhail Kalinin". De 1967 até outubro de 1971 foi chefe da Escola Superior de Tanques e Artilharia Político-Militar de Sverdlovsk. Desde 1971 serviu em órgãos de comando, treinamento e educação nos níveis operacional, operacional-estratégico e estratégico: membro do Conselho Militar do 2º Exército Blindado de Guardas (1971–1975), Distrito Militar do Volga (Kuibyshev, 1975–1981), assistente do comandante-em-chefe das tropas do Pacto de Varsóvia para assuntos políticos (Varsóvia, 1981–1982), vice-chefe da Diretoria Política Principal do Exército e da Marinha soviéticos (1981–1984), membro do Conselho Militar das tropas da Frente Ocidental (1984–1989).
Foi eleito delegado nos XXIII - XXVII Congressos e na XIX Conferência do PCUS. Foi deputado no Conselho Supremo da RSFSR (1976 – 1985) e da BSSR (1985 – 1990) e participou dos trabalhos da Comissão de Perdão do Conselho Supremo da URSS.
Ele se reformou em 1989, com a patente de coronel-general. Desde fevereiro de 1989 continuou trabalhando como pesquisador associado sênior no escritório editorial da Enciclopédia Militar do Instituto de História Militar. Autor de diversas memórias e obras sobre a história das forças armadas da URSS. Morava em Moscou. Desde 2010 foi membro do conselho de administração da Fundação "Trust". Faleceu em 30 de junho de 2023. Está sepultado no Memorial Federal de Guerra "Panteão dos Defensores da Pátria". Teve um filho, Igor (nascido em 1946), engenheiro-chefe de energia em uma usina nos Urais; Vladimir (nascido em 1953), professor da Academia Militar Pedro, o Grande, das Forças de Mísseis Estratégicos.

## Condecorações
Ele foi condecorado com a Ordem de Alexandre Nevsky (2022), a Ordem de Honra, as ordens soviéticas de Lenin, da Bandeira Vermelha, a Guerra Patriótica, 1º grau, da Bandeira Vermelha do Trabalho, da Estrela Vermelha (três vezes), "Por Serviço à Pátria nas Forças Armadas da URSS", 3º grau, bem como muitas medalhas, incluindo "Por Mérito Militar"; as medalhas "Pela Defesa de Moscou", "Pela Defesa de Stalingrado", "Pela Captura de Budapeste", "Pela Captura de Viena". Ele também foi homenageado com prêmios estrangeiros: a Ordem de Tudor Vladimirescu, 2º grau, da Romênia; a Cruz de Mérito, da Polônia; as medalhas "Pelo Fortalecimento da Amizade em Armas", da Tchecoslováquia, e "Irmandade em Armas", da Alemanha Oriental. Ele foi agraciado com a Medalha Pedro, o Grande, da Academia Russa de Ciências e o distintivo de Cidadão Honorário da Cidade de Moscou (2023).